# Amauropelma rifleck
Amauropelma rifleck là một loài nhện trong họ Ctenidae.
Loài này thuộc chi Amauropelma. Amauropelma rifleck được miêu tả năm 2001 bởi Raven & Stumkat.